# 熊貓茶

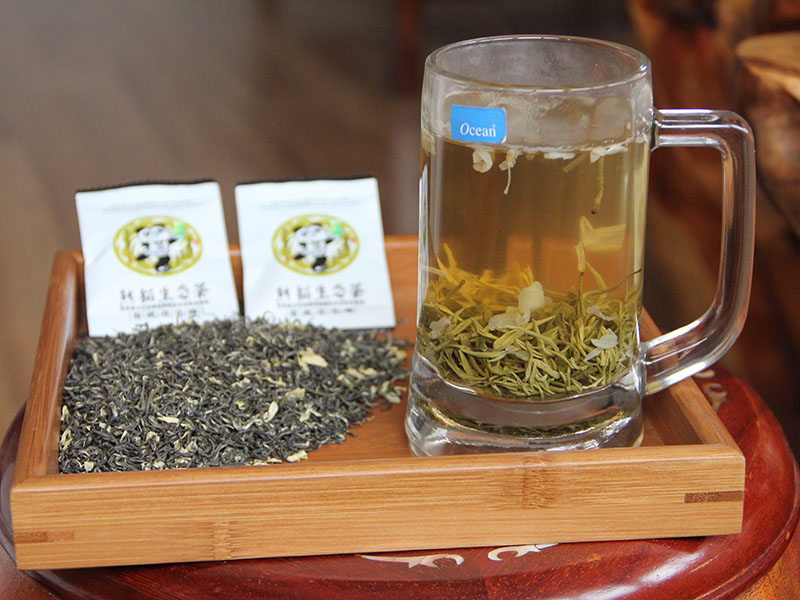
熊貓茶实物图

熊貓茶，是一種以大熊貓的糞便作為肥料種植的茶葉，種植於四川雅安頂峰村熊貓生態茶山。熊貓茶由中國書畫家安琰石創辦，以天價見稱，是世界上最貴的茶葉。熊貓茶分「稀品」和「極品」，「稀品」每斤售219,865元人民幣，「極品」每两售2186元人民幣。2012年3月27日上市。
熊貓茶聲稱能抗癌，但被大熊貓專家張和民、科學松鼠會等質疑沒有科學根據。